# Hrubá Voda-Smilov
Hrubá Voda-Smilov – przystanek kolejowy w Hrubej Vodzie, w kraju ołomunieckim, w Czechach. Znajduje się na wysokości 385 m n.p.m. i leży na linii kolejowej nr 310.